# Orfelia shannoni
Orfelia shannoni är en tvåvingeart som beskrevs av Lane 1948. Orfelia shannoni ingår i släktet Orfelia och familjen platthornsmyggor. Inga underarter finns listade i Catalogue of Life.